# Bykowo (Wolgograd)
Bykowo (russisch Бы́ково) ist eine Siedlung städtischen Typs in der Oblast Wolgograd in Russland mit 7719 Einwohnern (Stand 14. Oktober 2010).

## Geographie
Der Ort liegt etwa 130 km Luftlinie nordnordöstlich des Oblastverwaltungszentrums Wolgograd am linken Ufer des dort etwa vier bis fünf Kilometer breiten Wolgograder Stausees der Wolga.
Bykowo ist Verwaltungszentrum des Rajons Bykowski sowie Sitz der Stadtgemeinde Bykowskoje gorodskoje posselenije, zu der außerdem die Siedlung Rasdolje (4 km östlich) und der Weiler Soljanka (1 km südlich) gehören.

## Geschichte
Der Ort wurde 1784 gegründet und nach den Erstsiedlern, den aus Zentralrussland geflohenen leibeigenen Brüdern Bykow benannt. Wirtschaftliche Bedeutung erlangte das Dorf durch den Melonenanbau in der Region ab Anfang des 19. Jahrhunderts.
Im Januar 1935 wurde Bykowo Verwaltungssitz eines neu geschaffenen, nach ihm benannten Rajons. 1956 erhielt es den Status einer Siedlung städtischen Typs.

### Bevölkerungsentwicklung
| Jahr | Einwohner |
| ---- | --------- |
| 1939 | 6116      |
| 1959 | 4900      |
| 1970 | 6775      |
| 1979 | 7444      |
| 1989 | 7827      |
| 2002 | 8250      |
| 2010 | 7719      |

Anmerkung: Volkszählungsdaten

## Verkehr
Am östlichen Rand der Siedlung führt die Regionalstraße 18R-2 vorbei, die in Wolgograd beginnt und ab Wolschski dem linken Wolgaufer bis zur Grenze der Oblast Saratow folgt; dort weiter als 36R-069 bis Engels. Bei Bykowo zweigt die 18K-14 ab, die in Richtung der knapp 100 km entfernten Staatsgrenze zu Kasachstan und weiter entlang dieser zur Siedlung Elton unweit des gleichnamigen Sees.
Die nächstgelegene Bahnstation befindet sich etwa 35 km nördlich am anderen Ufer der Wolga in Kamyschin.